# Pteroptrix machiaveli
Pteroptrix machiaveli is een vliesvleugelig insect uit de familie Aphelinidae. De wetenschappelijke naam is voor het eerst geldig gepubliceerd in 1922 door Alexandre Arsène Girault als Casca machiaveli.